# Église Saint-Jacques de Villers-Tournelle
L'église Saint-Jacques est une église du centre ville de Villers-Tournelle, dans le département de la Somme, non loin de Montdidier.

## Historique
L'église précédente avait été construite au XIIIe siècle, en 1224, le seigneur, Jean de Tournelle, partit en pèlerinage de Saint-Jacques de Compostelle. Le chœur fut remanié au XVIe siècle. Cette église fut anéantie par l'artillerie allemande au cours de la Première Guerre mondiale, en mai 1918. L'église actuelle fut construite durant l'entre-deux-guerres.

## Caractéristiques
L'église Saint-Jacques de Villers-Tournelle a été reconstruite selon un plan s'inspirant de celui des églises byzantines, organisé de façon plus centrée, la nef étant coiffée d'une coupole. Un clocher-porche domine le portail d'entrée. Il est surmonté d'une flèche recouverte d'ardoises.
À l'intérieur, un vitrail du XVIe siècle a été conservé, il représente le roi saint Louis adoubant, à Tunis, le comte de Fransures. Le décor intérieur de l'église est de style art déco. Georges Legrand, sculpteur amiénois, a réalisé une statue de la Vierge à l'Enfant sur un dessin de Gérard Ansart

## Photos

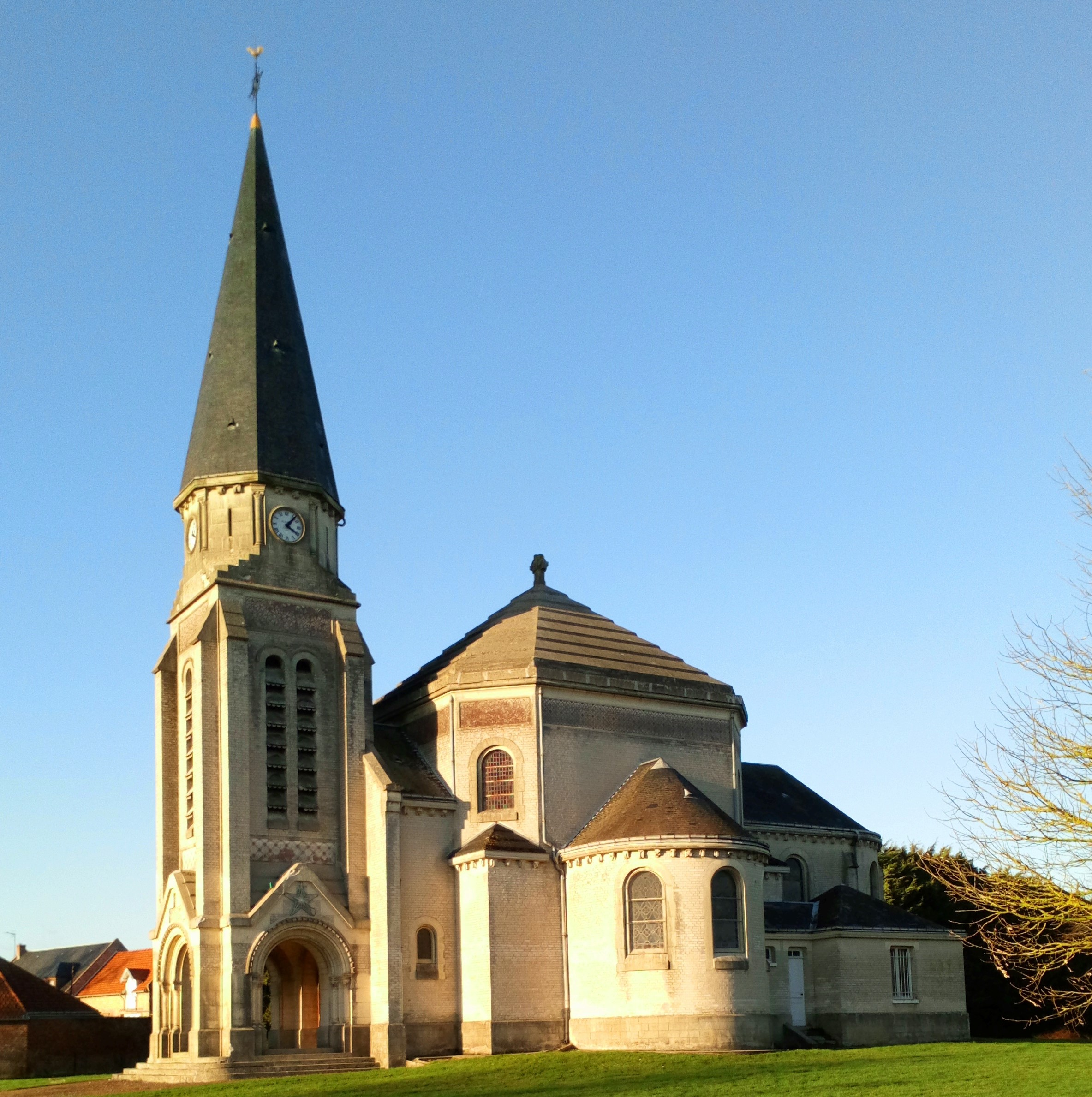
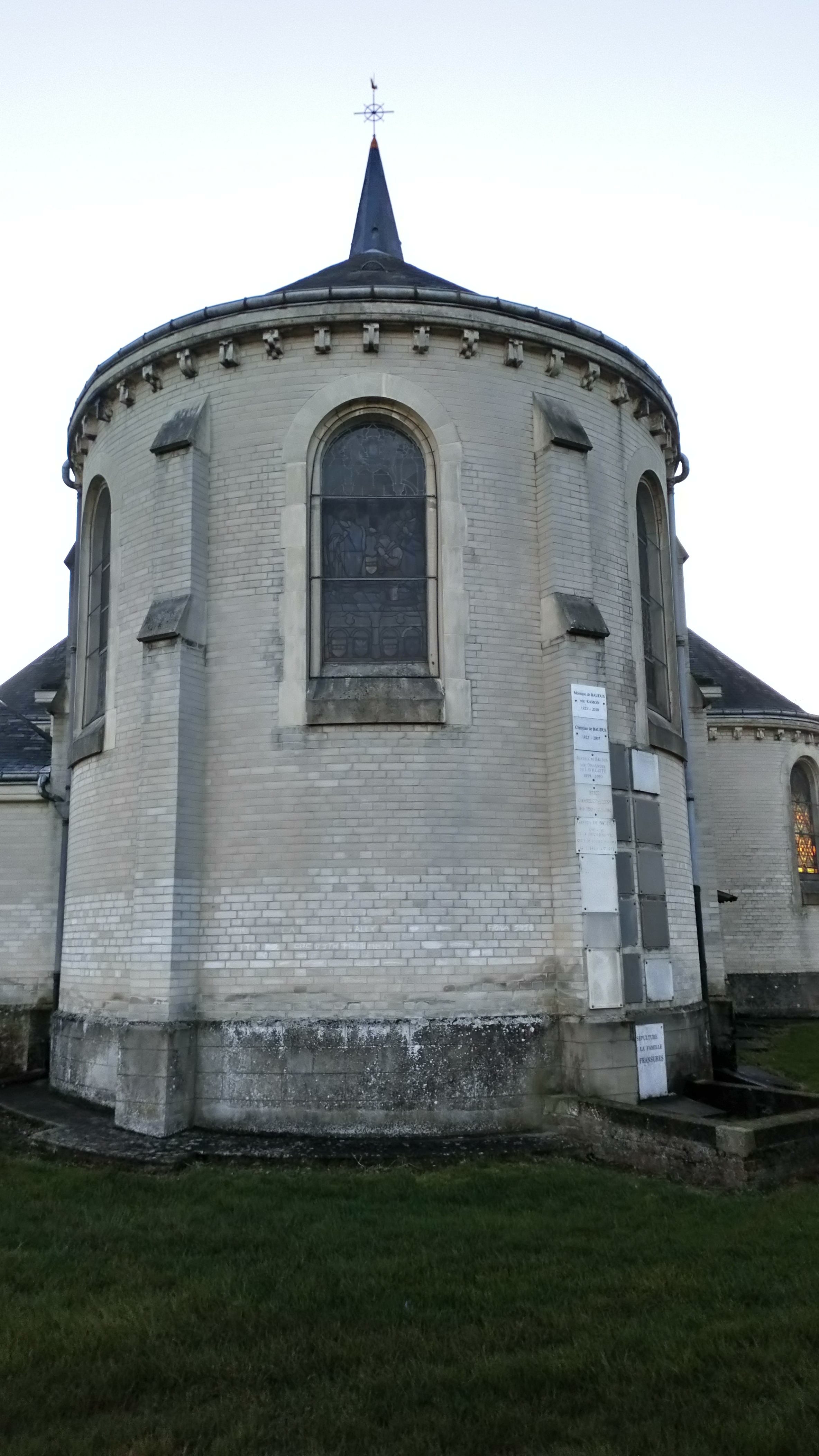
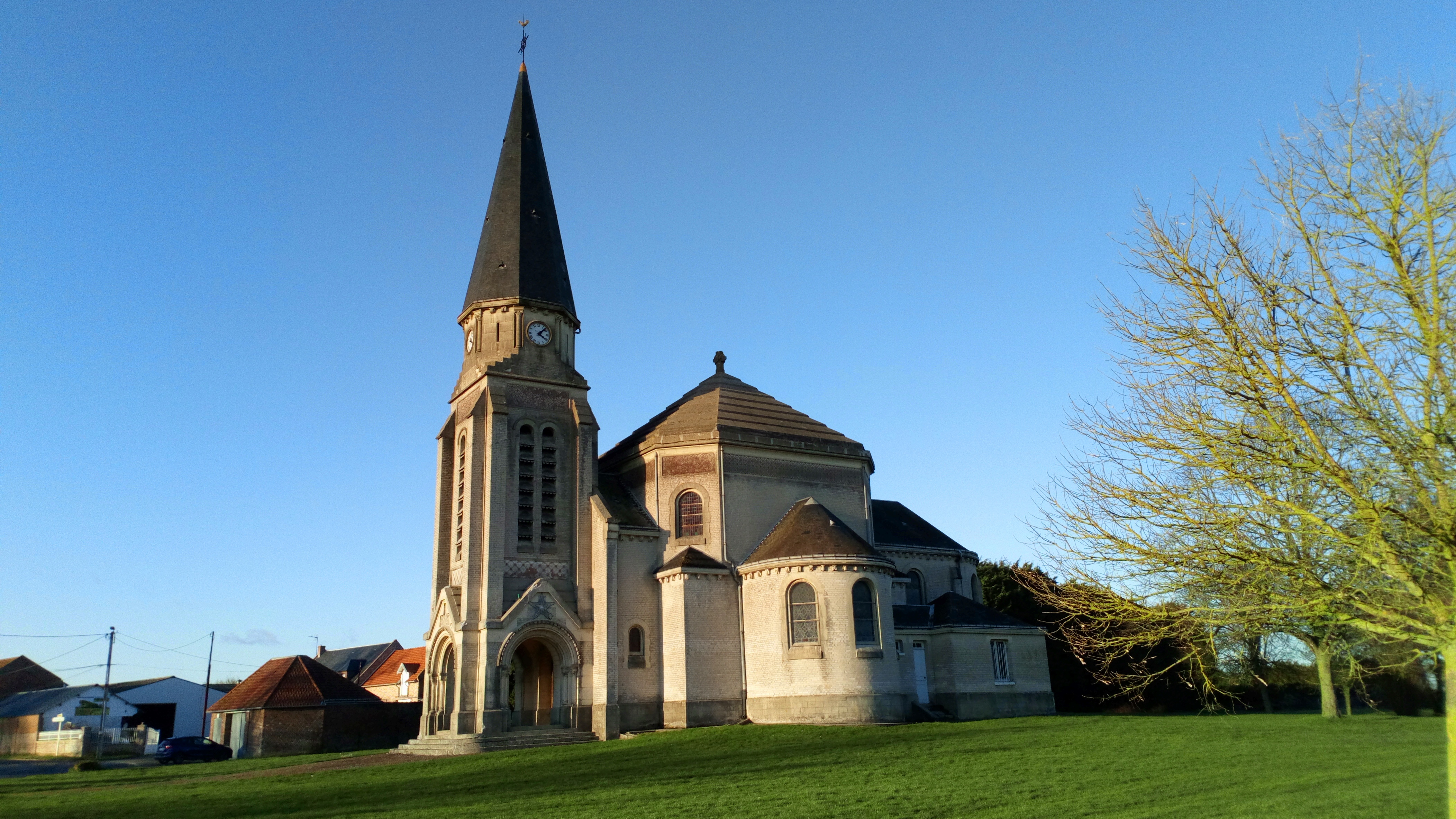